# 霍赫莱滕
霍赫莱滕是奥地利下奥地利州米斯特尔巴赫县的一个市镇。总面积19.83平方公里，总人口1145人，人口密度57.7人/平方公里（2005年）。